# Brunembert
Brunembert é uma comuna francesa na região administrativa de Altos da França, no departamento de Pas-de-Calais. Estende-se por uma área de 6,11 km². Em 2010 a comuna tinha 421 habitantes (densidade: 68,9 hab./km²).